# Glysterus laeviscutatus
Glysterus laeviscutatus is een hooiwagen uit de familie Gonyleptidae.